# 無限地球危機 (綠箭宇宙)
| 無限地球危機                                       | 無限地球危機                |
| -------------------------------------------------- | --------------------------- |
| 綠箭宇宙連動交叉集 宣傳海報 上半部(左)，下半部(右) |                             |
| 第一部分：女超人                                   |                             |
| 劇集標題                                           | 無限地球危機（一）          |
| 劇集編號                                           | 第五季第9集                 |
| 導演                                               | 傑西·沃恩                   |
| 故事構思                                           | 勞勃·羅夫諾 & 馬克·古根海姆 |
| 劇本                                               | 德瑞克·賽門 & 傑·費伯       |
| 首播日期                                           | 2019年12月8日               |
| 第二部分：蝙蝠女俠                                 |                             |
| 劇集標題                                           | 無限地球危機（二）          |
| 劇集編號                                           | 第一季第9集                 |
| 導演                                               | 蘿拉·貝爾西                 |
| 劇本                                               | 唐·懷海德 & 霍莉·亨德森     |
| 首播日期                                           | 2019年12月9日               |
| 第三部分：閃電俠                                   |                             |
| 劇集標題                                           | 無限地球危機（三）          |
| 劇集編號                                           | 第六季第9集                 |
| 導演                                               | 大衛·麥希爾特               |
| 故事構思                                           | 艾瑞克·華萊士               |
| 劇本                                               | 勞倫·賽爾托 & 史塔林·蓋茨   |
| 首播日期                                           | 2019年12月10日              |
| 第四部分：綠箭俠                                   |                             |
| 劇集標題                                           | 無限地球危機（四）          |
| 劇集編號                                           | 第八季第8集                 |
| 導演                                               | 葛倫·溫特                   |
| 劇本                                               | 馬文·沃夫曼 & 馬克·古根海姆 |
| 首播日期                                           | 2020年1月14日               |
| 第五部分：明日傳奇                                 |                             |
| 劇集標題                                           | 無限地球危機（五）          |
| 劇集編號                                           | 第五季特別集數              |
| 導演                                               | 葛雷格里·史密斯             |
| 劇本                                               | 寇多·史蜜茲 & 烏巴·穆罕默德 |
| 首播日期                                           | 2020年1月14日               |

《無限地球危機》（英語：Crisis on Infinite Earths）是美國CW電視網綠箭宇宙的第六次連動交叉集，這次連動的影集包含《女超人》、《蝙蝠女俠》、《閃電俠》、《綠箭俠》和《明日傳奇》。本次連動將不同於以往，將會分成兩個時間播出，《女超人》、《蝙蝠女俠》和《閃電俠》的集數在2019年12月8日至10日播出，而《綠箭俠》和《明日傳奇》的集數則在2020年1月14日共同播出。另外，CW另一部此前與綠箭宇宙未有關聯的DC電視劇《黑閃電》也短暫參與這次的連動，時間設定於其第三季第九與十集之間。

## 序幕
為了制止即將到來的危機，監視者招募奧利佛·奎恩幫他執行任務，復活已故的雷克斯·路瑟作為重要一員，還釋放喬恩·瓊茲的兄弟馬勒菲克至地球38號作為給他的考驗。貝瑞·艾倫和他妻子愛瑞絲·威斯特獲悉，危機發生日期已提前至2019年12月8日，而先前預言已透漏閃電俠必須犧牲自己，才能挽救數十億人的性命。貝瑞前往地球3號與傑·加里克和其妻瓊·威廉斯見面，得知他們一直在追踪出現在宇宙各地的不明反物質波動。他們將貝瑞的精神穿越時空，使他看到多元宇宙霎那間被摧毀，而他自己必須犧牲才能避免危機。
同時，奧利佛執行任務過程中目睹地球2號被反物質波毀滅，當他返回地球1號時，來自未來2040年的威廉·克萊頓，康納·霍克以及米婭·史莫克也被監視者帶回現今。奧利弗和迪格爾最終得知萊拉·麥可斯一直秘密與監視者合作。監視者將奧利弗和蘿倫·蘭斯安排在一個時間循環中，使蘿倫和奧利佛能夠與父親昆汀·蘭斯正式告別，並藉此讓奧利弗接受他無法改變自己的命運。兩人從循環中醒後，發現自己與迪格爾、威廉、康納和米婭一起在煉獄島上準備進行最後的任務。由於島上覆蓋著超自然力量，威廉利用以前任務中收集到的所有零件和知識來製造本用於監視者的武器，該武器只能由萊拉的DNA激活。萊拉觸摸後受到就受到島上的能量的驅動，並在眾人眼前消失。
監視者會見成功將馬勒菲克導回正途而通過考驗的喬恩·瓊茲，告知他已經獲得加入戰局的機會。危機爆發的幾分鐘前，哈里森·威爾斯的二重身之一，探險家納許·威爾斯原本在中央市地底尋找監視者，找到指定的大門後被吸進去“獲得新生”，卻也釋放出危機的幕後黑手反監視者。危機開始時，紅色天空同時籠罩中央市和煉獄島，萊拉當時成為「先驅者」，分頭招募身在不同宇宙的各個英雄，來阻止即將毀天滅地的多元宇宙危機。

## 劇情

### 第一部分
反監視者開始發動多元宇宙危機，所釋出的一股強大的反物質能量波連續毀滅地球9號、66號、89號與地球X，隨後開始侵襲卡拉·佐-艾爾所在的地球38號。氪星宇宙都市亞果市瞬間被毀，所幸與監視者合作的預言者緊急將克拉克·肯特和露薏絲·蓮恩救回地球，但他們的兒子強納森乘坐太空艙撤離途中掉進蟲洞落至地球16號。預言者同時招募地球1號的貝瑞、凱特·凱恩、雷·帕爾默、以及奧利佛和米婭父女至卡拉的地球，聯手堅守這最後一道防線，露薏絲、莎拉和布萊尼組隊來到地球16號找到平安無事的強納森，同時發現他被該地球的奧利佛營救且照料。而反物質波勢不可擋，監視者製造一座量子塔拖延時間，艾莉絲被迫招募莉娜幫忙製造物質傳送門，將地球居民集體搭不同的宇宙船撤離至地球1號避難。眾英雄聯合抵抗反監視者的軍隊，奧利佛告誡監視者必須堅守他們之間於一年前做的交易，反物質波迎面而來，30億居民安全撤離，監視者也將眾英雄轉移至地球1號，但奧利佛決定自行留下來，以自我犧牲方式抵抗到最後。地球38號瞬間毀滅，眾英雄與露薏絲一行人匯聚，監視者帶回奄奄一息的奧利佛做告別。奧利佛臨死之際將使命交託給女兒米婭，坦白他用自己一命換了貝瑞和卡拉的性命；而當初不慎釋出反監視者的納許·威爾斯，如今變成「遺棄者」而現身通知這場危機已無希望。

### 第二部分
為了制止多元宇宙危機，預言者來到地球74號招募隱居在此的米克·羅伊並借用他的乘波號。監視者穿越時空取回先前被燒毀、能靠意念改寫現實的《天命之書》，總結「七大模範」（Seven Paragons）會制止這次危機，而眾人中已有卡拉和莎拉分別代表「希望」（Hope）和「天命」（Destiny）。為了尋找兩名分別代表「真理」（Truth）和「勇氣」（Courage）之人，克拉克、露薏絲和愛瑞絲組隊穿越至地球96號找到該地球的超人，得知他已失去甚多。而這時，被監視者復活的雷克斯·路瑟私自搶跑天命之書，穿越各個宇宙殺死所遇到的超人；唯獨地球167號的克拉克讓他失望而罷手。他來到地球96號時，將計就計用書操縱住該地球的超人，對剛趕來的克拉克一行人發起攻擊，露薏絲搶回天命之書讓超人恢復自我，讓他同意加入戰局。凱特和卡拉穿越至地球99號找到該地球的蝙蝠俠，其已殘疾而身穿動力服維生，她們倆深感這位蝙蝠俠非常消極且兇殘，甚至得知他已打破原則殺死過多名死敵以及該地球的超人後引發衝突，凱特為了保護卡拉而只能將他擊倒，導致他撞在發電機上被電斃。另一邊，貝瑞、莎拉和米婭招募約翰·康斯坦丁決定靠地球18號的再生池復活奧利佛，奧利佛成功復生卻患上失憶，而康斯坦丁試圖喚回奧利佛的靈魂，能力卻因陸續毀滅地球的反物質波而受阻。眾人回到乘波號後，雷·帕爾默製造出尋找模範的探測器，得知凱特就身為勇氣模範。當時，反監視者出現在預言者面前，拉攏她加入毀滅多元宇宙的行列。

### 第三部分
雷研製的模範探測器搜出其他三名模範身為眾人中的貝瑞、喬恩以及身在常青藤鎮的人類科學家蔡瑞安博士，分別代表「仁愛」（Love）、「榮耀」（Honor）和「人性」（Humanity）。當雷、愛瑞絲和剛加入行列的雷夫·狄比尼警探前去常青藤鎮招募瑞安以外，貝瑞、西斯科和凱特琳與納許聯手潛入中央市地底，找到反監視者釋放的墓穴，發現內部有一台發電機在製造連續毀滅宇宙的反物質波，由地球90號的閃電俠跑步進行運作，其一年前失蹤後受反監視者囚禁。他們雖然救出閃電俠，卻導致機器開始不穩定、即將釋放更大範圍的反物質波。納許緊急將身在不知名宇宙中的黑閃電帶過來幫忙控制住，而貝瑞原本準備自我犧牲，但地球90號的閃電俠自願代替他上陣，全力衝刺摧毀機器而犧牲性命挽救宇宙。另一方面，米婭、約翰·迪格爾與康斯坦丁組隊找尋奧利佛靈魂，藉由地球666號的路西法協助，進入煉獄找到困在裡面的奧利佛。但他們離開前，神秘男子吉姆·柯瑞根現身將他的幽靈之力傳給奧利佛，而奧利佛因此暫時留下來挖掘這股全新能力。卡拉內疚沒能挽救自己的宇宙，本決定冒險靠天命之書作為恢復手段，直到凱特制止她說不要逞一時之快。眾人回到乘波號時，由反監視者洗腦操縱的預言者趕來攻擊，監視者盡全力抵抗卻力戰而死，而反物質波再度襲來，毀滅僅存的地球1號與乘波號。納許在彌留之際將七大模範轉移至脫離時空的消失點，但雷克斯·路瑟卻偷用天命之書將自己與地球96號的超人替換位置，超人直接消失，雷克斯取代他變成真理之人而逃過一劫。為了恢復消失的一切，孤立無援的七大模範只能同心協力扭轉乾坤。

### 第四部分
多元宇宙毀滅的幾個月下來，留在消失點的七大模範各盡其責，準備進行反擊且恢復各自的宇宙。身在煉獄的奧利佛受柯瑞根的指引，獲得幽靈之力而來到消失點找到眾人。所有人對煥然一新的奧利佛感到難以置信，從他講述中得知監視者在一萬年前還身為一位叫作瑪爾·諾武的馬爾特斯星人，其靠時間旅行觀摩宇宙誕生時，無意間在時間起源點打開通往反物質宇宙的時空裂縫，讓他的邪惡二重身「反監視者」入侵這片宇宙。貝瑞靠奧利佛增強實力，獲得足以穿越時空的神速力，他先將卡拉、雷克斯和瑞安帶到一萬年前的馬爾特斯星去制止諾武。但貝瑞帶莎拉、凱特和喬恩進行時空穿越時受到反監視者偷襲，使他們四人分散落至不同的時間點；費一番功夫才將他們三人帶回。卡拉和瑞安即便受雷克斯背叛，但仍然成功制止諾武動用時間旅行。原以為撥亂反正的七大模範在時間起源點匯聚時，卻發現反監視者依然存活，其聲言還有更多來自不同宇宙的諾武能為己所用。七大模範跟反監視者的外星大軍對戰過程中，奧利佛靠幽靈之力參戰而抵擋住反監視者，將多元宇宙全部恢復正常。為了幫奧利佛爭取時間，雷克斯靠他留著的《天命之書》的書頁提供援助。反監視者因此被打敗，他的外星大軍也全部消失。奧利佛很快力盡倒地，得知自己的存在價值後，在貝瑞和莎拉的安撫下安詳地死去。

### 第五部分
奧利佛犧牲後，七大模範在各自家中醒來，首先發現周圍一切安詳，時間回到危機發生之前，但卻發現他們都身在同一個地球；如今多個世界合併形成這座「始源地球」（Earth-Prime）。雷克斯改寫現實變成美國英雄，還擔任超自然行動局的局長，唯獨七大模範留有原來的記憶。喬恩為其他戰士恢復先前宇宙危機的記憶，但由於這是奧利佛用生命換來的第二次機會，所有人都決定慢慢接受且緬懷他。納許被人在如今空蕩蕩的地下道中發現，被送去星辰實驗室後由喬恩恢復記憶，得知他的所為釀成危機後深感愧疚，但納許的手上裝置探測到反監視者還存在。一行人剛合作制止在城市趁亂打劫的魔法師薩爾貢後，接連遭受反監視者的大軍攻擊，而納許決定合作來贖罪。始源地球的所有英雄集結起來對抗捲土重來的反監視者，納許和瑞安造出能將反監視者永遠縮至“微觀宇宙”的炸彈，靠卡拉找準時機扔向巨大化的反監視者，將他徹底從宏觀宇宙中排除掉而不復存在。一行人成功再次捍衛宇宙，回到各自的生活中。不久，貝瑞召集卡拉、克拉克、凱特、莎拉、喬恩以及黑閃電來到舊星辰實驗室中心，為奧利佛建立一座紀念碑作為送別儀式，並將此地作為他們今後的聯盟集結點。英雄時代就此拉開帷幕，即使再無多元宇宙論，但仍然為開拓其他世界出現可能性，包含地球2號、9號、12號、19號、21號以及96號。

## 演員與角色

### 主演和常設角色
| 演員               | 角色                            | 登場集數        | 登場集數        | 登場集數        | 登場集數        | 登場集數        |      |
| 演員               | 角色                            | 女超人          | 蝙蝠女俠        | 閃電俠          | 綠箭俠          | 明日傳奇        |      |
| ------------------ | ------------------------------- | --------------- | --------------- | --------------- | --------------- | --------------- | ---- |
| 梅莉莎·班諾伊      | 卡拉·丹佛斯／女超人             | 主演            | 客串            | 客串            | 客串            | 客串            |      |
| 凱樂·利            | 艾莉絲·丹佛斯                   | 主演            | Does not appear | Does not appear | Does not appear | 客串            |      |
| 凱蒂·麥克格雷斯    | 莉娜·路瑟                       | 主演            | Does not appear | Does not appear | Does not appear | Does not appear |      |
| 傑西·拉特          | 奎羅·道斯／魔神腦五號           | 主演            | Does not appear | Does not appear | Does not appear | Does not appear |      |
| 妮可·梅因斯        | 妮雅·納爾／夢境者               | 主演            | Does not appear | Does not appear | Does not appear | 客串            |      |
| 雅姿·塔斯費        | 凱莉·奧爾森                     | 主演            | Does not appear | Does not appear | Does not appear | Does not appear |      |
| 拉摩尼卡·蓋瑞特    | 瑪爾·諾武／監視者               | 主演            | 主演            | 主演            | 主演            | 主演            |      |
| 拉摩尼卡·蓋瑞特    | 莫比烏斯／反監視者              | Does not appear | 主演            | 主演            | 主演            | 主演            |      |
| 大衛·哈伍德        | 喬恩·瓊茲／火星獵人             | 主演            | Does not appear | 客串            | 客串            | 客串            |      |
| 史蒂芬·艾梅爾      | 奧利佛·奎恩／綠箭俠（地球1號）  | 客串            | 客串            | 客串            | 主演            | 僅聲音出場      |      |
| 史蒂芬·艾梅爾      | 奧利佛·奎恩／綠箭俠（地球16號） | 客串            | Does not appear | Does not appear | Does not appear | Does not appear |      |
| 凱蒂·洛茨          | 莎拉·蘭斯／白金絲雀             | 客串            | 客串            | 客串            | 客串            | 主演            |      |
| 布蘭登·勞斯        | 雷·帕爾默／原子俠               | 客串            | 客串            | 客串            | 客串            | 主演            |      |
| 布蘭登·勞斯        | 克拉克·肯特／超人（地球96號）   | Does not appear | 客串            | 客串            | Does not appear | 主演            |      |
| 湯姆·卡瓦納        | 納許·威爾斯／遺棄者             | 客串            | Does not appear | 主演            | Does not appear | 客串            |      |
| 凱薩琳·麥克納馬拉  | 米婭·史莫克                     | 客串            | 客串            | 客串            | 主演            | Does not appear |      |
| 泰勒·霍奇林        | 克拉克·肯特／超人（地球38號）   | 客串            | 客串            | 客串            | 客串            | 客串            |      |
| 伊莉莎白·圖諾克    | 露薏絲·蓮恩（地球38號）         | 客串            | 客串            | 客串            | 客串            | 客串            |      |
| 伊莉莎白·圖諾克    | 露薏絲·蓮恩（地球75號）         | Does not appear | 客串            | Does not appear | Does not appear | Does not appear |      |
| 露比·蘿絲          | 凱特·凱恩／蝙蝠女俠             | 客串            | 主演            | 客串            | 客串            | 客串            |      |
| 格蘭特·古斯汀      | 貝瑞·艾倫／閃電俠               | 客串            | 客串            | 主演            | 客串            | 客串            |      |
| 奧黛莉·瑪麗·安德森 | 萊拉·麥可斯／預言者             | 客串            | 客串            | 客串            | Does not appear | 客串            |      |
| 卡姆魯斯·強森      | 路克·福克斯（地球99號）         | Does not appear | 主演            | Does not appear | Does not appear | Does not appear |      |
| 坎蒂絲·帕頓        | 愛瑞絲·威斯特                   | Does not appear | 客串            | 主演            | Does not appear | Does not appear |      |
| 多米尼克·珀塞爾    | 米克·羅伊／熱浪（始源地球）     | Does not appear | Does not appear | Does not appear | Does not appear | 主演            |      |
| 多米尼克·珀塞爾    | 米克·羅伊／熱浪（地球74號）     | Does not appear | 客串            | Does not appear | Does not appear | Does not appear |      |
| 喬恩·克萊爾        | 雷克斯·路瑟                     | Does not appear | 客串            | 客串            | 客串            | 客串            |      |
| 麥特·萊恩          | 約翰·康斯坦汀                   | Does not appear | 客串            | 客串            | Does not appear | 僅掛名形式      |      |
| 丹妮爾·帕娜貝克    | 凱特琳·史諾／冰霜殺手           | Does not appear | Does not appear | 主演            | Does not appear | 客串            |      |
| 卡洛斯·瓦德斯      | 西斯科·拉蒙／震波               | Does not appear | Does not appear | 主演            | Does not appear | Does not appear |      |
| 哈特利·索耶        | 雷夫·狄布尼／伸縮人             | Does not appear | Does not appear | 主演            | Does not appear | Does not appear |      |
| 大衛·萊姆西        | 約翰·迪格爾                     | Does not appear | Does not appear | 客串            | 主演            | 客串            |      |
| 周逸之             | 蔡瑞安                          | Does not appear | Does not appear | 客串            | 客串            | 客串            | 客串 |
| 瑞克·岡薩雷斯      | 瑞內·拉米雷茲／瘋狗             | Does not appear | Does not appear | 截取片段        | 僅掛名形式      | 客串            |      |
| 朱莉安娜·霍克維    | 黛娜·德雷克／黑金絲雀           | Does not appear | Does not appear | 截取片段        | 僅掛名形式      | 客串            |      |
| 凱蒂·卡西迪        | 蘿倫·蘭斯（地球1號）            | Does not appear | Does not appear | Does not appear | 主演            | Does not appear |      |
| 尼克·贊諾          | 內特·海伍德                     | Does not appear | Does not appear | Does not appear | Does not appear | 主演            |      |
| 潔絲·麥卡倫        | 艾娃·夏普                       | Does not appear | Does not appear | Does not appear | Does not appear | 主演            |      |

### 客串角色

#### 女超人
- 羅伯特·烏爾 飾演 亞歷山大·諾克斯（地球89號）
- 伯特·沃德 飾演 迪克·格雷森（地球66號）
- 克蘭·華特斯（英语：Curran Walters） 飾演 傑森·陶德／羅賓（地球9號）
- 阿倫·瑞奇森 飾演 漢克·哈爾／戰鷹（英语：Hank Hall）（地球9號）
- 羅素·托維 飾演 雷·泰瑞爾／射線（地球X（英语：Freedom Fighters: The Ray））
- 埃莉卡·杜蘭斯 飾演 奧若拉·佐-艾爾（英语：List of minor DC Comics characters#Alura）（地球38號）
- 葛瑞芬·紐曼（英语：Griffin Newman） 飾演 問答遊戲主持人
- 威爾·惠頓 飾演 末日示威者

#### 蝙蝠女俠
- 湯姆·威靈 飾演 克拉克·肯特（英语：Clark Kent (Smallville)）（地球167號）
- 凱文·康羅伊 飾演 布魯斯·韋恩（地球99號）
- 埃莉卡·杜蘭斯 飾演 露薏絲·蓮恩（英语：Lois Lane (Smallville) (Smallville)）（地球167號）
- 溫特沃思·米勒 聲演 人工智能「萊納德」（地球74號）
- 強納森·沙赫（英语：Johnathon Schaech） 飾演 約拿·海克斯（地球18號）

#### 閃電俠
- 艾許莉·史考特（英语：Ashley Scott） 飾演 海倫娜·凱爾／女獵手（英语：Huntress (Helena Wayne)）（地球203號）
- 黛娜·米亞 聲演 芭芭拉·高登／神諭（地球203號）
- 約翰·衛斯理·席普 飾演 貝瑞·艾倫／閃電俠（地球90號）
- 克萊斯·威廉斯 飾演 傑佛森·皮爾斯／黑閃電（地球73號）
- 史蒂芬·羅伯（英语：Stephen Lobo） 飾演 吉姆·柯瑞根（英语：Jim Corrigan）／幽靈
- 湯姆·艾利斯 飾演 路西法·晨星（地球666號）
- 亞曼達·佩斯（英语：Amanda Pays） 飾演 蒂娜·麥吉（英语：Tina McGee）（地球90號）

#### 綠箭俠
- 梅勒妮·麥可斯基 飾演 艾克斯妮·諾武
- 伊薩·米勒 飾演 貝瑞·艾倫／閃電俠（DC擴展宇宙）

#### 明日傳奇
- 蕾娜·哈德斯迪 飾演 喬絲·傑克漢／氣象女巫（英语：Weather Witch）
- 愛琳·佩德（英语：Eileen Pedde） 飾演 美國總統
- 馬文·沃夫曼（英语：Marv Wolfman） 飾演 他自己
- 拉奧·埃雷拉 飾演 魔法師薩爾貢（英语：Sargon the Sorcerer）
- 班傑明·狄斯金（英语：Benjamin Diskin） 聲演 畢波
- 布蕾克·貝辛格（英语：Brec Bassinger） 飾演 寇特妮·惠特莫爾／逐星女（英语：Courtney Whitmore）（地球2號）
- 伊維特·蒙雷亞爾（英语：Yvette Monreal） 飾演 尤蘭妲·蒙泰茲／野貓（英语：Wildcat (Yolanda Montez)）（地球2號）
- 德瑞克·米爾斯（英语：Derek Mears） 飾演 亞歷克·荷蘭／沼澤異形（地球19號）
- 蒂根·卡芙特 飾演 瑞秋·羅斯／酷姬（地球9號）
- 敏卡·凱利 飾演 棠恩·格蘭傑／白鴿（英语：Dawn Granger）（地球9號）
- 安娜·迪奧普（英语：Anna Diop） 飾演 寇莉安／寇莉·安德斯／俏嬌娃（地球9號）
- 黛安·格雷羅（英语：Diane Guerrero） 飾演 凱伊·查利斯／瘋狂珍（英语：Crazy Jane）（地球21號）
- 艾波兒·鮑比 飾演 麗塔·法爾／彈力女俠（英语：Elasti-Girl）（地球21號）
- 喬伊萬·韋德（英语：Joivan Wade） 飾演 維克多·史東／鋼骨（地球21號）
- 萊利·沙納 飾演 克里夫·史提爾／機甲人（英语：Robotman (Cliff Steele)）（地球21號）
- 麥修·祖克 飾演 賴瑞·崔納／底片人（英语：Negative Man）（地球21號）

## 製作

### 发展
在2018年12月綠箭宇宙交叉集《異世界》發布前三個月，《明日傳奇》影集統籌兼執行製片人菲爾·克默提到：「人們已經在談論2019年的交叉集，而它已經有雛形。」2018年12月上旬，綠箭俠影集統籌兼執行製作人貝絲·施瓦茨表示綠箭宇宙所有影集的製片人:「已經確定了明年的連動交叉集」，而馬克·古根海姆也表示《異世界》將為2019-20年度連動交叉集打下基礎 。《異世界》的結尾確定隔年交叉集為《無限地球危機》，期同名漫畫乃是DC漫畫1985年至1986年的大事件。2019年1月，在TCA 冬季媒體見面會，CW主席馬克·佩德維茲稱《無限地球危機》為迄今最浩大、最複雜的交叉集。並希望由於沒有參加《異世界》連動的《明日傳奇》能參與。古根海姆則表示，他們不希望《無限地球危機》只是“ CW影集無限地球危機”，而是具有盡可能與真正DC宇宙相關的內容。
2019年5月，佩德維茲宣布，此次交叉集將分成兩部分播出，前三集將自12月起連續播出，剩餘兩集則會在冬歇過後，於2020年回歸後於同一天播完。
2019年5月，綠箭俠、閃電俠、女超人、明日傳奇的季終集都以預告即將到來的危機做為完結，而監視者在除了閃電俠之外的所有影集中登場。《閃電俠》第六季的影集統籌艾瑞克·華萊士指出，當所有系列的製片人在討論其影集在連動前的劇情發展時，“這種協同效開始發生”。

### 故事
連動交叉集各集的劇本都由各自所屬影集的團隊撰寫，綠箭俠集數的劇本則由綠箭俠的執行製作馬克·古根海姆和本次原著漫畫作者馬文·沃夫曼撰寫，所有影集關於這次連動的劇本於2019年9月上旬完成。

### 選角
在2019年7月的聖地亞哥國際動漫展上，宣布了多項《無限地球危機》的消息。其中泰勒·霍奇林和伊莉莎白·圖諾克將再次扮演《女超人》中的超人和露薏絲·蓮恩，而布蘭登·勞斯，也會再次出演其2006年電影超人再起中超人的角色，這次角色將改編來自漫畫《天國降臨》版本；湯姆·卡瓦納夫除了飾演閃電俠中的威爾斯和伊歐柏·索恩之外，還將飾演「遺棄者」；而曾在1960年代的蝙蝠俠電視連續劇及電影中飾演迪克·格雷森的伯特·沃德也將登場，但其飾演角色並未公開。喬恩·克萊爾再次飾演雷克斯·路瑟；和拉摩尼卡·蓋瑞特除了再次飾演監視者外，也將飾演反監視者。
之後，在電視評論家協會上，先前表示不會參與綠箭宇宙連動的《黑閃電》確定會參與《無限地球危機》，儘管該劇本身不會直接參與連動但主要角色會登場，自1992年起為多部作品配音「蝙蝠俠」布魯斯.韋恩一角，包括最知名的《蝙蝠俠: 動畫系列》以及其衍生影集和電影的演員凱文·康羅伊，也確定將在本次連動中飾演布魯斯·韋恩，根據訪問，他的形象來自《未來蝙蝠俠》中的老布魯斯·韋恩。
由伊薩·米勒飾演的電影版閃電俠於第四集中出現，重新扮演了其在DC擴張宇宙中的角色，馬克·古根海姆在採訪時表示華納兄弟電視總裁彼得·羅斯 (Peter Roth)和DC娛樂首席創意官吉姆·李 (Jim Lee)所促成的，而古根海姆則詢問了《閃電俠》影集統籌艾瑞克·華萊士和主角格蘭特·古斯汀的意願，兩人均表示對此感到興奮且大力支持。

### 拍摄
《無限地球危機》的拍攝於2019年9月24日開始。主體拍攝於11月8日完成，但仍需要進行一些補拍。補充拍攝於12月19日完成。

## 備註
1. ↑  該段落截取自2011年電影《綠光戰警》的歐亞星片段，但電影本身並未跟綠箭宇宙有關聯。